# Aeroporto di Manston
L'Aeroporto di Manston (IATA: MSE, ICAO: EGMH) è un ex aeroporto situato nella parrocchia civile di Minster-in-Thanet e in parte adiacente al villaggio di Manston nel distretto Thanet del Kent, in Inghilterra, 20 km a nord-est di Canterbury. L'unica pista dell'aeroporto si trova a circa 1,6 km dalla costa a 54 m sul livello del mare.
Ha l'undicesima pista civile più lunga del Regno Unito, che misura 2748 m. La pista fu originariamente costruita durante la seconda guerra mondiale.
Dal 2015 l'aeroporto viene utilizzato come parcheggio temporaneo per i camion in caso di problemi e congestionamenti di traffico da e attraverso il canale della Manica.